# Шнейдерова, Йитка
Йитка Шнайдерова (чеш. Jitka Schneiderová; род. 23 марта 1973, Зноймо) — чешская актриса кино, телевидения и театра.

## Биография
Родилась в 1973 году в городе Зноймо, Чехословакия.
Изначально окончила среднюю педагогическую школу и готовилась стать учителем, но затем поступила в Академию музыки и исполнительских искусств имени Яначека в Брно. Во время учёбы играла в Городском театре Брно, участвовала в постановках мюзиклов в Брно и Праге, окончила театральный факультет Академии музыкальных искусств в Праге.
В Праге сменила несколько театров, получив постоянный ангажемент только в 1996 году в пражской театральной студии «Ипсилон», где работала до 2003 года, затем оставила постоянную работу и стала фрилансером выступая на различных фестивалях, работала на телеканале TV Nova.
В 2015 год приняла участие в танцевальном шоу «StarDance» — чешской версии шоу «Танцы со звёздами», заняв второе место.
На экране дебютировала в 1995 году, снялась в более 60 проектах, в основном в телефильмах и сериалах исполняя эпизодичные роли. Известность получила ролями принцесс в чешских телефильмах-сказках середины 1990-х, в частности, ролью Одетты в фильме 1998 года «Лебединое озеро».
В 2016 году номинировалась на кинопремию «Чешский лев» в категории «Лучшая актриса второго плана» за роль в фильме «Потерянные в Мюнхене».
Была замужем за актёром Давидом Швегликом, от которого в 2006 году родила дочь.